# Domingo Villar
Domingo Villar (gallec: Luis Vilariño)  (Vigo, 6 de març de 1971 - Vigo, 18 de maig de 2022) fou un escriptor gallec de novel·la negra, guionista de cinema i televisió. Els seus llibres han estat traduïts a nou llengües. Des de petit havia estat relacionat amb el món del vi i va ser crític gastronòmic durant anys a una emissora de ràdio nacional i també col·laborà en diferents publicacions escrites. Escrivia en gallec i ell mateix traduïa les seves obres al castellà.

## Obres
2006: 
- (Gallec: Ollos de auga, Galaxia)

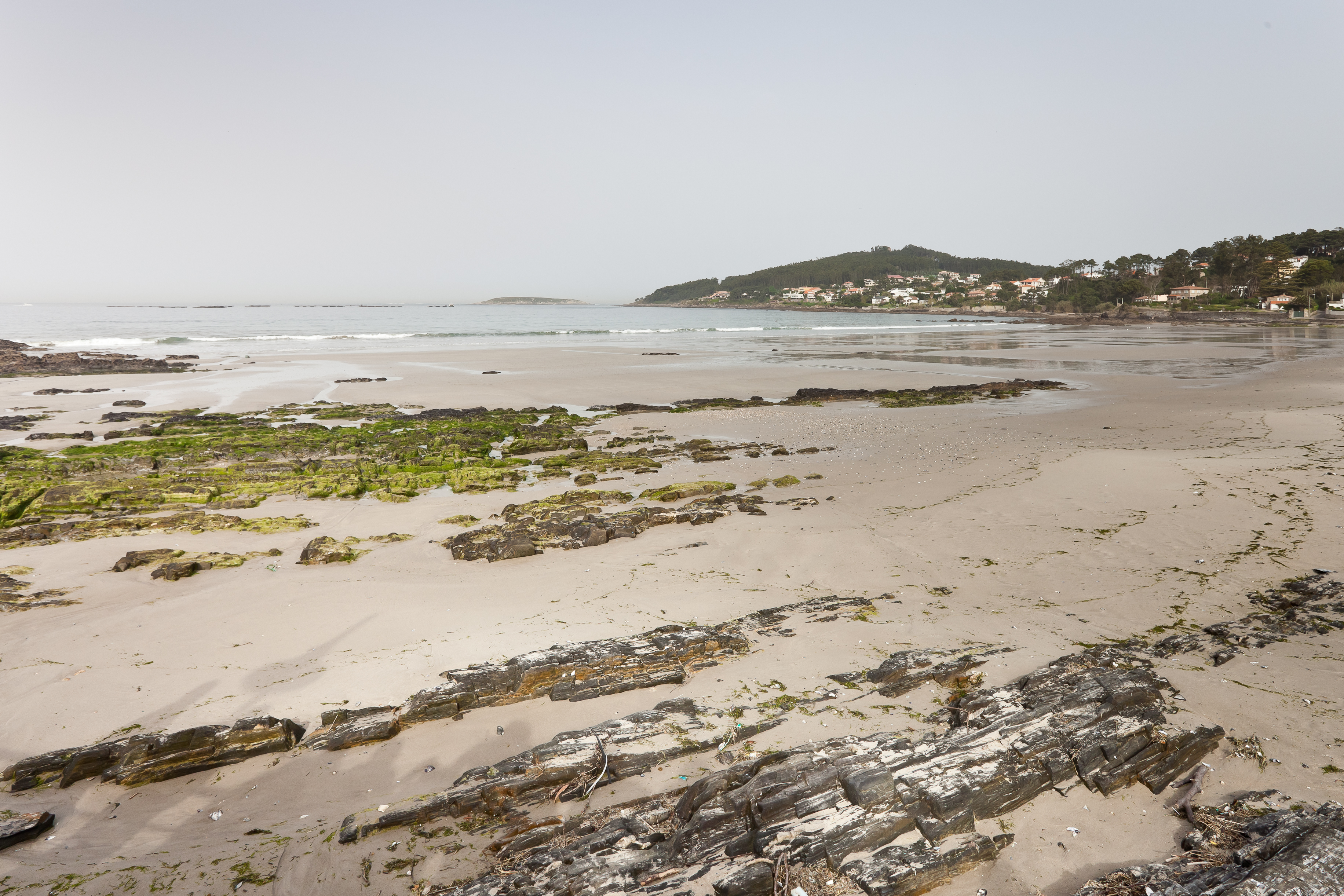
Imatge de la platja Madorra (Nigrán), escenari de A praia dos afogados

- (Català: Ulls d'aigua, tr. Pau Joan Hernández)
- (Castellà: Ojos de agua, tr. Domingo Villar)
- (Anglès: Water-blue eyes, tr. Martin Schifino)
- (Alemany: Wasserblaue Augen, tr. Peter Kultzen)
- (Italià: Occi di acqua, tr. S. Sichel)
- (Suec: Nattens mörka toner: Ett fall för kommissarie Leo Caldas, tr. Lena E. Heyman)

2009: 
- (Gallec: A praia dos afogados) (Galaxia)
- (Català: La platja dels ofegats, tr. Pau Joan Hernández)
- (Castellà: La playa de los ahogados, tr. Domingo Villar)
- (Anglès: Death on a Galician shore, tr. Sonia Soto)
- (Alemany: Strand der Ertrunkenen, tr. Carsten Regling)
- (Suec: De drunknades strand, tr. Lena E. Heyman)
- (Francès: La plage des noyés, tr. Dominique Lepreux)

2019
- (Gallec: O último barco) (Galaxia)
- (Català: L'últim vaixell, tr. Pau Joan Hernández)
- (Castellà: El último barco) (Siruela)

## Premis
- Premi Sintagma 2007[3]
- Premi Antón Losada Diéguez[4]
- Libro do ano pola Federación de Libreiros de Galiza[5]
- Premi Brigada 21[6]
- XXV Premi Nacional "Cultura viva" Narrativa (2016)[7]